# Constantino Romero García
Constantino Romero García (Alcalá de Henares, 29 de maig de 1947 – Barcelona, 12 de maig de 2013) fou un presentador de televisió, locutor, actor i actor de doblatge espanyol que va viure a Barcelona a partir dels nou anys, on va desenvolupar la seva activitat professional amb treballs tant en castellà com en català. S'han fet famosos els doblatges de la frase de: Yo soy tu padre del doblatge en castellà de la pel·lícula La guerra de les galàxies (Star Wars) i el monòleg Llàgrimes en la pluja a Blade Runner, darreres paraules del replicant Roy Batty, encarnat per Rutger Hauer. La seva veu es va qualificar de greu, càlida i profunda.

## Biografia
Nascut a Alcalá de Henares, va passar els primers anys a Chinchilla de Monte-Aragón (Albacete), ja que la seva mare n'era filla, tot i que ell sempre es definia com a barceloní d'adopció, ciutat on va viure des dels nou anys.
Inicià la seva carrera professional com a locutor el 1965 a Ràdio Barcelona i l'any següent va debutar a Ràdio Juventud de Barcelona, amb el programa Ràdio Young per passar posteriorment a Radio Nacional de España. Va ser narrador de la versió radiofònica de la novel·la Laura a la ciutat dels sants de Miquel Llor que va emetre Catalunya Ràdio. Va ser el 1985 quan va saltar cap a la televisió, amb la presentació del programa Ya sé que tienes novio. La popularitat li va venir poc després, en posar-se al capdavant del concurs El tiempo es oro, entre 1987 i 1992. Més endavant va fitxar per Antena 3 i, de nou, aconseguí grans quotes d'audiència.
Posteriorment, treballà a les televisions autonòmiques amb el concurs La silla, substituí Silvia Jato al front de Pasapalabra durant la seva baixa per maternitat i el 2002 fou fitxat per Castilla-La Mancha Televisión.
També ha estat locutor en gales i grans esdeveniments, com ara els Jocs Olímpics de Barcelona 1992, a més de posar la seva veu a nombrosos anuncis.
En la seva faceta com a actor de doblatge era considerat com un dels professionals més prestigiosos de l'Estat Espanyol. Va començar-hi a la dècada del 1970 a l'estudi La Voz de España, a Barcelona. Entre els seus treballs més coneguts hi ha els doblatges d'actors com Clint Eastwood, Arnold Schwarzenegger o Roger Moore, tant en català com en castellà. Destacable és el seu treball donant veu a Darth Vader o al rei Mufasa, de The Lion King o el jutge Frollo d'El geperut de Notre-Dame de Walt Disney, així com la veu del replicant Roy Batty de Blade Runner amb frases mítiques de la història del cinema.
Ha obtingut dos TP d'Or com a Millor presentador el 1996 per La parodia nacional i el 1999 per Alta tensión. A més va estar nominat el 1991 a la mateixa categoria per El tiempo es oro.
Apassionat també des de jove pel teatre, va debutar el 1984 en el musical L'òpera dels tres rals, de Bertold Brecht, al Teatre Romea de Barcelona, de la mà del Mario Gas ―que el dirigiria posteriorment en nombroses produccions― un gènere on va poder lluir totes les seves qualitats interpretatives, a la qual van seguir La botiga dels horrors, dirigida per Joan Lluís Bozzo, Sweeney Todd: el barber diabòlic del carrer Fleet (1995), i A Little Night Music (2000), ambdues de Stephen Sondheim i dirigides per Mario Gas, entre moltes d'altres.
Com a actor, va representar al personatge de Vázquez Montalbán Pepe Carvalho a la seva adaptació televisiva Olímpicament mort i va treballar en Lola de Bigas Luna.
El 13 de desembre de 2012 anuncià via Twitter que es retirava després de quaranta-set anys de carrera, després d'haver doblat a Clint Eastwood a Trouble with the Curve.
Va morir el 12 de maig de 2013 a conseqüència d'una malaltia neurològica. Recorden el seu nom un carrer a la seva natal Albacete, el teatre municipal a Chinchilla de Montearagón (Albacete) i el premi de reconeixement d’una carrera professional que concedeix des del 2016 el FesTVal de Vitòria.

## Filmografia com a actor intèrpret

### Televisió
- Ya sé que tienes novio (1986) a Televisió Espanyola[2]
- El tiempo es oro (1987-1992) a Televisió Espanyola
- La vida es juego (1992-1993) a Televisió Espanyola
- Valor y coraje (1993 -1995) a Televisió Espanyola
- La parodia nacional (1996-2001) a Antena 3[2]
- Alta Tensión (1998-2000) a Antena 3[2]
- Destino de Castilla a La Mancha (2002) a CMT
- Pasapalabra (2002) a Antena 3
- La silla (2002) a Telemadrid
- Reparto a domicilio (2003) a Telemadrid
- Un paseo por Castilla-La Mancha (2005) a CMT
- Siempre ellas (2006) a CMT

### Cinema
- Di que sí (2004), dirigida per Juan Calvo

### Teatre
- L’òpera de tres rals de Bertold Brecht. Dirigida per Mario Gas (1984) al Teatre Romea de Barcelona,
- La botiga dels horrors (Audrey II), dirigida per Joan Lluís Bozzo[2]
- Sweeney Todd: el barber diabòlic del carrer Fleet (Sweeney), de Stephen Sondheim. Dirigida per Mario Gas (1995)[2]
- A Little Night Music (Frederick), de Stephen Sondheim. Dirigida per Mario Gas (2000)[2]
- La Orestiada (2004)

## Filmografia com doblador en català
- Una mica de sort, Michael Scott; actor original: Roger Moore (1975)
- Blade Runner, Roy Batty; actor original: Rutger Hauer (1982)[2]
- El geperut de Notre Dame, Jutge Claude Frollo; actor original: Tony Jay (1996)[2]
- Hèrcules, narrador; actor original: Charlton Heston (1997)[2]
- Mulan, Gran avantpassat; actor original: George Takei (1998)
- La lluna, Douglas Winter; actor original: Fred Gwynne (2000)
- Socors, sóc un peix!, Joe; actor original: Nis Bank-Mikkelsen (2000)
- El llibre de la selva 2, Shere Khan; actor original: Tony Jay (2003)
- Click, narrador del passat; actor original: James Earl Jones (2006)